# Babakankaret
Babakankaret is een bestuurslaag in het regentschap Cianjur van de provincie West-Java, Indonesië. Babakankaret telt 8069 inwoners (volkstelling 2010).